# Димитрій (Шиолашвілі)
Митрополит Димитрій (груз. მიტროპოლიტი დიმიტრი в миру Давид Шотаєвич Шиолашвілі, груз. ნოდარ (ჭაბუკა) შოთას ძე შიოლაშვილი рід. 16 лютого 1961, Мцхета) — єпископ Грузинської православної церкви, митрополит Батумський і лазська .

## Біографія
Племінник католікоса-патріарха всієї Грузії Ілії II . Майбутній патріарх, тоді ще в пресвітерському сані, хрестив немовля Давида восьми днів від народження в монастирі Самтавро в Мцхеті.
У 1979—1982 роки навчався у Мцхетській духовної семінарії, а потім, до 1986 року — в Московській духовній академії, яку закінчив зі ступенем кандидата богослов'я . Його дисертація була присвячена ранній історії Грузинської Церкви.
З благословення католікоса-патріарха Ілії II 28 липня 1985 року він був висвячений у сан диякона, а 12 січня 1986 року — на священика.
Першим місце його служіння став Нікольський храм в Батумі . У 1987 році його перевели в Кахетію, в кафедральний собор святого Георгія, де він пробув дев'ять місяців. Потім в 1987—1988 році направили в Тбілісі, де от. Давид служив в Анчісхаті і викладав літургику в духовній академії.
13 травня 1989 був зведений в сан протоієрея і знову переведений в Батумі, в кафедральний собор Різдва Богородиці, який тоді відроджувався. До того ж до нього тоді тут були лише дві церкви і один монастир. Призначення отця Димитрія ознаменувало початок духовного відродження краю, повернення до Православ'я. У 1989 році був відкритий Схалтській монастир і хрещені тисячі місцевих жителів, які сповідували на той момент іслам. У 1991 році 13 травня за один день хрестили п'ять тисяч і мусульман і атеїстів. У тому ж році відкрилася духовна гімназія Андрія Первозванного, перша церковна середня школа СРСР, ректором якої 14 жовтня було призначено о. Давида, а також було відкрито духовне училище в Хуло.
Уже на рубежі 1980-1990-х років XX століття Церква Грузії, всіляко гнана і принижувати радянською владою (реально діючих на той час було всього кілька монастирів), стає тим ядром, навколо якого збираються національні патріотичні сили суспільства. Багато патріотів з національно-визвольного руху цілеспрямовано йдуть служити Церкві і стають духовними особами на тлі наростаючих патріотичних устремлінь в суспільстві. Серед них більшість сьогоднішніх митрополитів і архієпископів Грузії, як Димитрій Шіолашвілі, Петре Цаава і ін. В цей період Церква Грузії традиційно і об'єктивно є об'єднуючим і цементуючим форпостом для даних сил.
У 1993 році було заснована духовна семінарія Іоанна Богослова, в якій о. Давид був призначений ректором з 14 вересня. У наступному році з'явився будинок милосердя для людей похилого віку. До цього часу о. Давид став митрофорним протоієреєм.
У 1996 році 25 жовтня він прийняв чернечий постриг, на наступний день був зведений в сан архімандрита, а через два тижні, 8 листопада, патріарх Ілія II поставив його в єпископа Батумського.
У 2003 році був зведений в сан архієпископа Батумського і Схалтського, а 3 червня 2007 — митрополита Батумського і Кобулетського. У грудні 2007 року до Батумський єпархії була приєднана історична Лазетія, після чого він став титулуватися Батумським і Лазська.
30 квітня 2009 Священний Синод Грузинської Православної Церкви також визначив його керуючим грузинськими парафіями в Північній Америці.
4 червня 2014 року звільнений від управління парафіями в Північній Америці в зв'язку з утворенням самостійної Північно-Американської єпархії .
Відомий своєю проукраїнською позицією та активною протидією російської інтервенції в Грузії. Йому належать слова "Росія зробила з Грузією те, що не насмілились і не робили інші загарбники: араби, візантійці, перси, монголи, турки … Вона (Росія) підрубала два основних стовпи, на яких ґрунтувалася вся державність Грузії, позбавивши, таким чином, її двох корон (вінців) і тронів — монаршого (королівського) і патріаршого ".

## Нагороди
- Орден «За заслуги» II ступеня (Україна, 27 липня 2013 року) — за значний особистий внесок у розвиток духовності, багаторічну плідну церковну діяльність та з нагоди святкування в Україні 1025-річчя хрещення Київської Русі .[3]